# エビスザメ
エビスザメ（恵比寿鮫、Notorynchus cepedianus）は、軟骨魚綱カグラザメ目カグラザメ科エビスザメ属に分類されるサメ。現生のエビスザメ属 Notorynchus は本種のみ。口角（口の両端）が上がっているさまが、えびす顔（笑顔）にたとえられる。
現生のほとんどのサメの鰓裂は5対であるが、エビスザメは7対ある。他に7対の鰓裂をもつサメは、エドアブラザメ（Heptranshias perlo）が知られているだけで、本種を含めた2種はいずれもカグラザメ科に属する。
なお、日本の関東地方などでは、ジンベエザメを方言で「えびす鮫」と呼ぶことがある。

## 分布
インド洋、大西洋、太平洋と世界中の温帯域に棲息する。

## 形態・生態

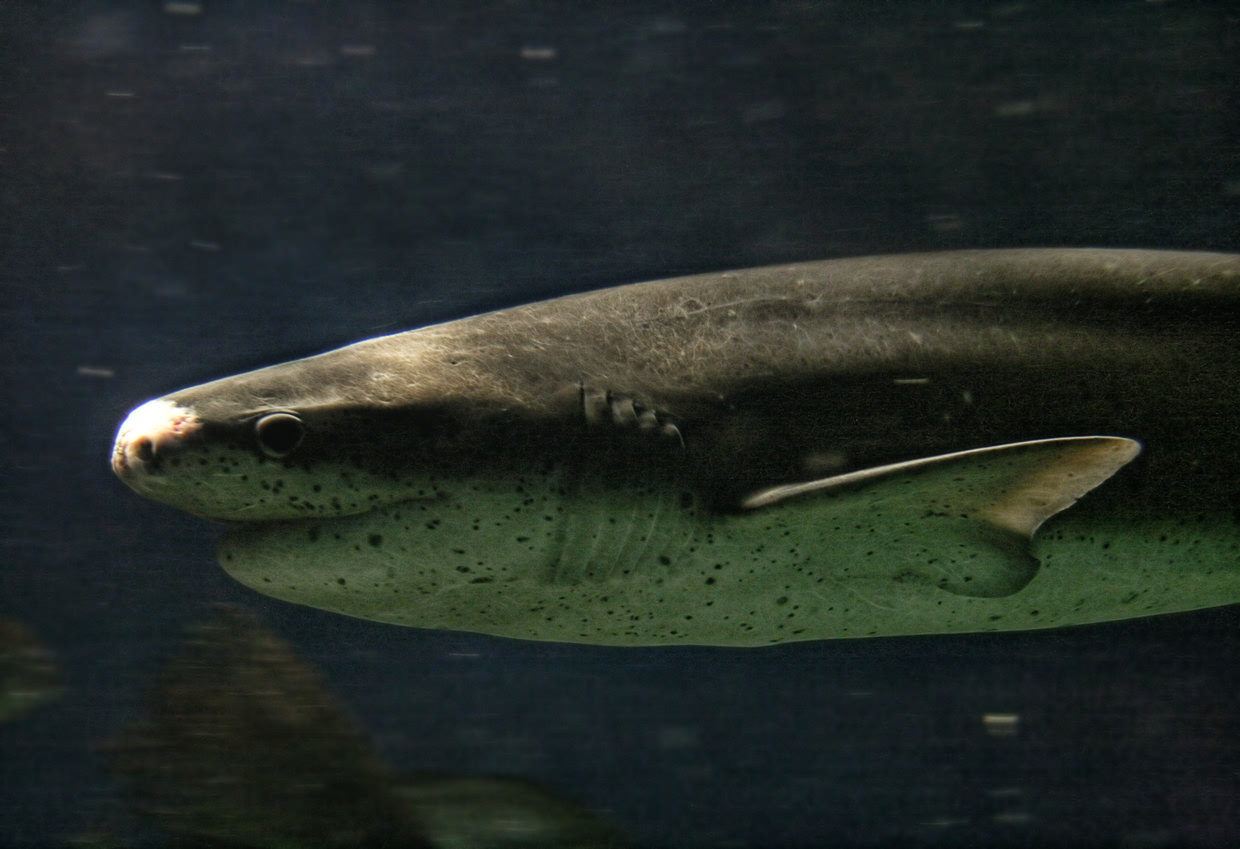

水深150 m 以浅の表層を泳ぎ、浅い湾やサンゴ礁の外で生活する。
全長3 m に達する。雄は1.5 m、雌は2.2 m で成熟する。体型は流線型に近い円筒形。体色は背側が暗褐色～黒色または灰色で、腹側は白色。体中に多数の黒色または白色の斑点が見られる。背鰭は1基しかなく、体の後方に位置する。臀鰭を備える。化石種と形態的に類似しており、古いタイプのサメであると考えられている。
エビスザメは群れで狩りをすることが知られている。仲間と共同でアザラシやイルカ、他のサメなどを追い詰めて捕食する。古代のサメも同じ方法で狩りをしていたと考えられている。

## 人間との関係
肉が食用とされたり、肝油や皮革が利用されたりすることもある。
水族館などで飼育・展示されることもある。日本での例としては、北海道標津町沖の定置網にかかった個体が、まずは標津サーモン科学館で、成長に伴い水槽が狭くなったため後にアクアマリンふくしま（福島県いわき市）へ移されて公開されている。
本種を対象とした漁業あるいは混獲されることはまれだが、漁業が盛んな地域に分布すること（一例として太平洋北西部の大韓民国、中華人民共和国、台湾、日本では、資源量の枯渇によりエイ・サメ類の漁獲量が1950年代と比較するとそれぞれ激減している）ことから本種も減少していると考えられている。沿岸部に生息するため、海岸開発などによる影響も懸念されている。
情報不足（DD）（環境省レッドリスト）。